# Salvador Vega Berros
Salvador Vega Berros (Sariego, Asturias, España, 24 de diciembre de 1897 - México D.F., 12 de agosto de  1969).
Filántropo saregano, fue uno de los numerosísimos emigrantes que se embarcaron para América en el primer tercio del s XX y uno de los que, tras una fructífera                                                                                      vida de trabajo en el mundo de los negocios, quiso dejar a su muerte una huella en el campo de la educación tanto en su lugar de origen como en su país de acogida.

### Su vida
Nación en Santianes  (Sariego) el 24 de diciembre de 1897, donde cursó sus estudios primario.  Era el quinto de 9 hermanos. En 1922, y siguiendo los pasos de la mayoría de sus tíos, primos y hermanos, Salvador emigra a América. Inicialmente trabajará y se apoyará en el comercio de su tío Guillermo Berros Teja, en México D.F., pero pronto se independiza, comenzando a trabajar en el sector de Seguros y de Automoción. A lo largo de su carrera funda varias compañías y ocupa altos cargos ejecutivos como, entre otros, director general de Seguros Chapultepec, Gerente General de Seguros Tepeyac, S.A., Consejero de Ultramar Seguros Internacionales y Consejero de Autos Francia, dedicado a la importación de vehículos. Siempre que tenía ocasión, Salvador regresaba a España para pasar algunos días en su pueblo natal. Salvador falleció el 12 de agosto de 1969 en México D.F. y fue enterrado en el Panteón Español de esa ciudad.

### Su legado
Al no tener descendencia directa (ni hijos ni sobrinos, en su testamento “instituyó  un fidecomiso de cuyas rentas  habrán de destinarse  "ciento cincuenta mil pesos mejicanos a la sociedad de beneficencia  española , el 50% restante a la Secretaría de Educación Pública de la República Mejicana y el otro 50% restante al Ayuntamiento de Sariego (Asturias) para que lo destinen al sostenimiento y mejora de la Escuela Primaria del lugar incluyendo becas para los alumnos sobresalientes”.                                                     Gracias a esta donación, en el curso escolar 1997/98 se inauguraron  en México, en el estado de Zacatecas las escuelas de primaria “Francisco Villa”  y “Lorenzo Ramírez Arellano” ubicadas en los municipios de Zacatecas y Jerez respectivamente. 
A su vez, en Asturias, el Ayuntamiento de Sariego aprobó un reglamento del “Legado Salvador Vega Berros”. En dicho reglamento se constituye un “Consejo Asesor del fidecomiso”  (que estaba integrado por el Alcalde, dos Concejales y el director  o un maestro) el cual  someterá a la aprobación del  Apoderado del fidecomiso la distribución de las rentas percibidas. Las rentas recibidas durante 20 años  en el “C.P. Salvador Vega Berros” de Sariego, que lleva el nombre de su benefactor, permitieron a profesores y alumnos disponer y beneficiarse de numerosos materiales educativos impensables en un colegio rural. Entre otros podemos enumerar un piano e instrumentos musicales, multicopista, fotocopiadora, cámaras de fotos, numerosas dotaciones de libros y de diapositivas para la biblioteca, creación de un escenario y de un aula de madera, gratuidad en las excursiones trimestrales, becas para libros, dotación de ordenadores para crear un aula de informática…. Todo ello bajo la vigilancia de los albaceas o apoderados que al efecto se designen en el Banco Atlántico de México.
Entre las consecuencias que tuvo la emigración asturiana a América destaca por su gran importancia e interés la preocupación por mejorar la situación educativa de la región. Imbuidos de la idea utópica de la educación como liberadora del individuo y constructora de la sociedad feliz, los indianos realizaron una ingente obra de promoción de la instrucción pública por todos los rincones de Asturias. La actitud demostrada por D. Salvador con su legado ejemplifica uno de los modos de contribuir con este objetivo".